# Андрєєво (присілок, Ленінградська область)
Андрєєво (рос. Андреево) — присілок у Кіриському районі Ленінградської області Російської Федерації.
Населення становить 53 особи. Належить до муніципального утворення Глажевське сільське поселення.

## Історія
Згідно із законом від 1 вересня 2004 року № 49-оз органом  місцевого самоврядування є Глажевське сільське поселення.

## Населення
| 1838 | 1862 | 1961 | 1965 | 1997 | 2002 | 2007 |
| ---- | ---- | ---- | ---- | ---- | ---- | ---- |
| 33   | ↗64  | ↗201 | ↘175 | ↘44  | ↘33  | ↗45  |
| 2010 | 2017 |      |      |      |      |      |
| ↘28  | ↗53  |      |      |      |      |      |